# Дания на зимних Олимпийских играх 1948
Дания принимали участие в Зимних Олимпийских играх 1948 года в Санкт-Морице (Швейцария) в первый раз за свою историю, но не завоевали ни одной медали. 

## Участники
- Фигурист Пер Кок-Клаузен[дат.], занявший последнее 16-е место в индивидуальном первенстве.
- Конькобежец Ааге Юстесен, занявший 29-е место на дистанции 500 метров.